# Église Sainte-Foy de Contamine-sur-Arve
L'église de Contamine-sur-Arve est une ancienne église conventuelle, devenue paroissiale au XIIIe siècle, située à Contamine-sur-Arve, en France.

## Localisation
L'église est située dans le département français de la Haute-Savoie, sur la commune de Contamine-sur-Arve.

## Historique

### Origines
Vers 1083, les seigneurs de Faucigny, par l'intermédiaire de Guy de Faucigny, évêque de Genève, donnent l'église, initialement dédiée à Saint-Pierre et Saint-Paul, à l'abbaye de Cluny. Cette donation marque la fondation d'un prieuré.
Les comtes de Faucigny décident de faire de l'église la sépulture de leur famille. Devant le premier prieur connu, le comte de Faucigny ratifie de nouveau la donation à Genève, en 1119. 

### Prieurale bénédictine
Les moines placent la prieurale sous le vocable de Saint-Marie et Sainte-Foy, appelée aussi église Notre-Dame. L'église devient le lieu de sépulture de la famille de Faucigny. En 1295, l'église est reconstruite par Béatrice de Faucigny.
L'église est ensuite dédiée à Sainte-Foy. Deux incendies détruisent partiellement les bâtiments au XVe siècle. En 1588, profitant des guerres de religion en France, le duc de Savoie Charles-Emmanuel Ier voulant agrandir ses États s'empare avec l'appui de l'Espagne du marquisat de Saluces détenu jusque-là par la France. Il veut s'emparer de Genève, la protestante, se sont alliés au roi de France Henri III et les cantons suisses. En février 1589, Henri III envoie Nicolas du Harlay, seigneur de Sancy, au grand conseil des Bernois pour les inciter à faire la guerre au duc de Savoie en appuyant les Genevois et à s'emparer du Faucigny. L'église et le prieuré sont en partie détruits en 1589 par les Bernois,. 
À la même époque, le duc de Savoie, Charles-Emmanuel Ier et saint François de Sales veulent restaurer le Chablais en fondant une université à Thonon pour assurer la défense de la région contre les idées, les mœurs, les scandales et la pression du protestantisme genevois. Ils établissent une communauté de prêtre placés sous la règle de Philippe Néri pour desservir Thonon et ses environs, un collège apostolique géré par les Capucins, une école d'arts et métiers, des orphelinats et des refuges, enfin une académie où est enseigné la théologie, la médecine et le droit. Ce projet est soutenu par le pape Clément VIII qui a attribué à cette université, la Sainte-Maison de Thonon, les revenus des prieurés de Saint-Jeoire, de Nantua et de Contamine après la mort de leurs prieurs respectifs par la bulle du 13 septembre 1599. Après la cession de la Bresse à la France après le traité de Lyon, la Sainte-Maison a perdu les revenus du prieuré de Nantua et se trouva dans une situation financière critique. Pour rétablir la situation de la Sainte-Maison, saint François de Sales a choisi de confier la Sainte-Maison aux Barnabites dont le contrat de réception est signé le 12 avril 1616 avec le paiement d'une somme de 1 000 ducatons pour leur entretien pris essentiellement sur les revenus du prieuré de Contamine.
Cependant, le prieuré dépendait toujours de l'ordre de Cluny. En 1607, le grand prieur de Cluny, Jean Papon, visite le prieuré et note que les moines « disent la messe dans la moitié de l'église du temps passé qui est encore en très mauvais état, ». Une nouvelle visite canonique du prieuré est faite en 1618 par Louis de La Tour, vicaire général de Cluny, au nom de l'abbé et cardinal Louis de Lorraine dont le procès-verbal est publié le 28 mai 1618 qui prévoit la restauration de l'église et de la discipline des moines, signifié aux prieurs et aux moines de Contamine ainsi qu'aux membres de la Sainte-Maison de Notre-Dame de Compassion de Thonon. Les bénédictins de l'ordre de Cluny ont cherché à conserver l'administration de Contamine contre l'intervention des barnabites qui sont soutenus par saint François de Sales. Avec l'appui du duc de Savoie, il va transférer les prébendes des bénédictins aux barnabites à partir de 1620. Dès 1622, le duc de Savoie interdit aux bénédictins de Contamine de recevoir de nouveaux novices.

### Les Barnabites au prieuré de Contamine
La bulle du pape Urbain VIII du 22 juillet 1624 supprime le prieuré de Contamine et transfère aux Barnabites les prébendes de ses moines au fur et à mesure de leur mort aux Barnabites. Cette bulle est entérinée par le Sénat de Savoie le 29 novembre 1624 et exécutée par un bref du 20 mars 1625 donné à l'évêque de Genève, saint François de Sales. Il fait alors lire devant le prieur claustral Jen de Lucinge et les moines bénédictins de Contamine la bulle qui les supprimait le 7 octobre 1625. Après la protestation des bénédictins, François de Sales a transféré le prieuré aux Barnabites. Les moines bénédictins quittent alors le prieuré. Plusieurs se sont incorporés à l'abbaye de Talloires qui a fait un procès aux Barnabites pour reprendre le prieuré.
Sous l'autorité des Barnabites, Contamine a été autant un couvent régulier qu'une grande ferme permettant d'alimenter le collège d'Annecy, l'ancien collège chappuisien qu'ils gèrent depuis 1614, et le collège de Thonon. La restauration de l'église prieurale est terminée en 1625. Les Barnabites conservent le prieuré jusqu'à la Révolution.

### Après la Révolution
Les Barnabites sont chassés en 1793. Les bâtiments sont vendus comme bien national. Ils passent entre plusieurs mains avant de devenir une fabrique de cotonnade jusqu'en 1837. Les Rédemptoristes se sont installés à Contamine en 1847, jusqu'en 1905. En 1913, le Conseil général de Haute-Savoie demande à l'État la création d'une école pratique d'agriculture soit installée dans les anciens bâtiments des Barnabites. L'école est créée par un arrêté du Ministère de l'agriculture 19 mai 1917. Mais les bâtiments vont recevoir des mutilés de guerre jusqu'en 1920. L'école a été ouverte en novembre 1920.
L'église a été rendue au culte en 1803 pour la paroisse.

## Protection
L'édifice est classé au titre des monuments historiques en 1909.

## Description

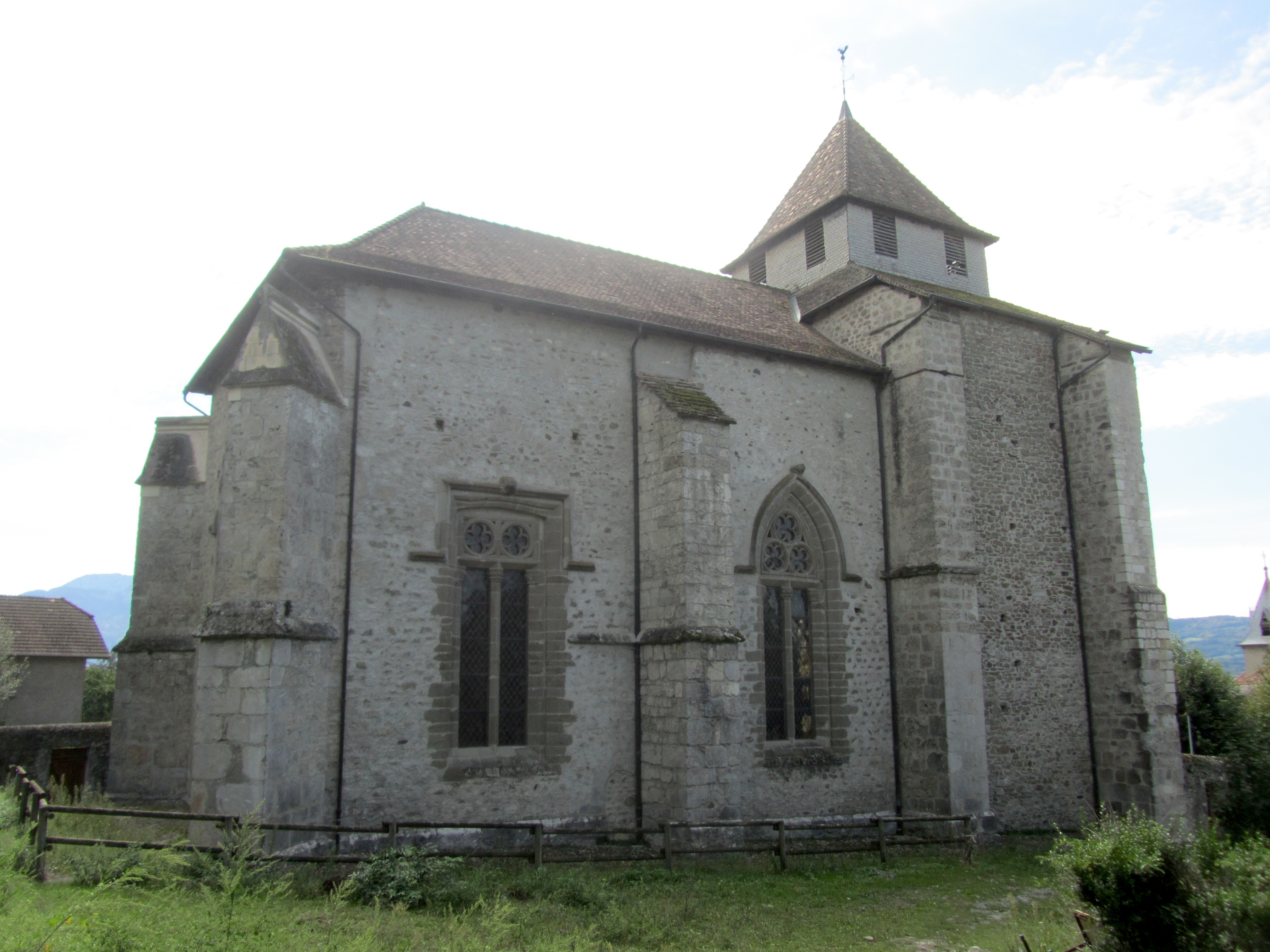
L'extérieur de l'église

Il ne subsiste que peu de documents sur l'ancien prieuré clunisien. Il a été fondé au XIe siècle. Il y a de nouvelles constructions au XIIIe siècle et au XIVe siècle. Après les destructions de 1589, il ne subsiste qu'une partie de l'église devenue église paroissiale en 1803 et une partie des bâtiments conventuels du XVIIe siècle.
Les trois travées de l'église ne sont qu'une partie de l'église primitive. Jean Papon a écrit en 1607 qu'il ne subsistait que la moitié de l'église. L'église ne comporte qu'une seule nef de trois travées avec des voûtes d'ogives quadripartites se terminant par un chevet plat. Les trois travées sont d'inégale largeur et leurs murs sont de différentes épaisseurs. La première travée est celle qui comporte la nouvelle façade est composée de l'arc-doubleau qui séparait deux travées et un remplissage grossier avec au centre un portail sauvé des ruines. Cette travée supporte le clocher moderne en bois mais l'épaisseur des murs permet de supposer qu'elle devait porter à l'origine un clocher en pierre. Cette partie de l'église est contre-butée par de très gros contreforts. Le deuxième contrefort du mur sud est flanqué d'une demi-tourelle qui contient un escalier circulaire construit en partie dans l'épaisseur du mur. Sa partie basse a disparu mais la partie haute donne accès à une salle située au-dessus des voûtes des deux travées orientales. On peut voir sur la fenêtre occidentale de cette salle les armes de Celse Morin, prieur originaire d'Autun. Il en a probablement été le constructeur. La deuxième travée est la plus large.
Il ne reste aucune trace du cloître qui était situé au nord de l'église hormis une porte murée qui permettait d'accéder au chœur de l'église.
Les bâtiments conventuels du XIIIe siècle ont disparu. Ils ont été reconstruits au XVIIe siècle. Ces derniers ont été partiellement détruits et ceux subsistants ont été incorporés à l'école d'agriculture.